# Фортуна (алгоритм)
Фортуна — криптографічно стійкий генератор псевдовипадкових чисел названий на честь римської богині щастя. Алгоритм розроблений Брюсом Шнаєром і Нільсом Фергюсоном, і вперше описаний в їх книзі «Практична криптографія».
За словами авторів, алгоритм був створений під час роботи над книгою і є значним удосконаленням алгоритму Яроу.

## Структура алгоритму
Алгоритм Фортуна складається з трьох частин:
- Власне генератор, який ініціалізується початковим числом (англ. seed) фіксованої довжини і видає довільну кількість псевдовипадкових бітів.
- Акумулятор ентропії, що збирає випадкові дані з різних джерел і змінює початкове число генератора кожного разу, коли накопичено достатню кількість ентропії.
- Система управління файлом початкового числа, що забезпечує можливість генерації псевдовипадкових чисел безпосередньо після перезавантаження комп'ютера.